# Golfclub Vught
Golfclub Vught (tot 1 januari 2017 MOP Golfvereniging Ons Buiten) is een Nederlandse golfclub in Vught in de provincie Noord-Brabant.
De baan van de vereniging is op Sportpark Bergenshuizen. Golfclub Vught is een zelfstandige vereniging en heeft de C-status van de Nederlandse Golf Federatie.